# 国際連合安全保障理事会決議827
国際連合安全保障理事会決議827（こくさいれんごうあんぜんほしょうりじかいけつぎ827、英: United Nations Security Council Resolution 827）は、1993年5月25日に国際連合安全保障理事会で採択された決議である。決議713とその後の旧ユーゴスラビアに関するすべての決議を再確認した上で、国際連合事務総長ブトロス・ブトロス＝ガーリの報告書S/25704と、付属書として国際法廷の法規とともに、旧ユーゴスラビア国際戦犯法廷の設立を承認した。
改めて大量虐殺、組織的な拘留、女性への性的暴行、民族浄化など旧ユーゴスラビア（特にボスニア・ヘルツェゴビナ）における国際人道法違反を非難した上で、こうした状況が国際平和と安全に脅威を与え続けているとし、このような犯罪を終わらせ、被害者を正当に扱うつもりであると宣言し、また、決議808を再確認した上で、国際人道法違反の責任者を訴追するための法廷の設立を決定した。
国際連合憲章第7章に基づいて旧ユーゴスラビア国際戦犯法廷が設立され、1991年1月1日から安保理が平和回復を宣言する日まで旧ユーゴスラビアで犯された罪が裁かれることとなり、検察官が任命されるまで、決議780により設立された専門委員会により証拠が収集されることとなった。
裁判を行うために、国際刑事裁判所規定第15条による証拠と手続きの規則に関する各国からの案を提出するように求め、国際刑事裁判所規定に従い、すべての加盟国が旧ユーゴスラビア国際戦犯法廷に協力することとし、同時に、政府組織、政府間組織、非政府組織による貢献も求めた。
旧ユーゴスラビア国際戦犯法廷の所在地の決定は、国際連合とオランダとの間で適切な措置が決定されることを条件とし、必要ならば他の場所になる可能性があるものの、裁判所の作業により補償されるべき被害者の権利が影響を受けないとした。
最後に、ブトロス・ブトロス＝ガーリに対して、決議の速やかな履行と法廷が有効に機能するための措置を行うように求めた。